# Yuji Kajikawa
Yuji Kajikawa (梶川 裕嗣 Kajikawa Yuji?), född 26 juli 1991 i Aichi prefektur, är en japansk fotbollsspelare.
Kajikawa började sin karriär 2014 i Shonan Bellmare. 2017 flyttade han till Tokushima Vortis. Han spelade 90 ligamatcher för klubben. 2020 flyttade han till Yokohama F. Marinos.